# Ellmau
Ellmau là một khu tự quản ở huyện Kufstein trong khu vực Sölllandl nước Áo. Nó có khoảng cách 12 km về phía đông nam của Kufstein và 9 km về phía tây của Sankt Johann in Tirol. Nó nằm ở độ cao 820 m so với mực nước biển. Nó đã được đề cập lần đầu tiên trong các bản ghi trong năm 1155 và ngày nay là một phần của khu vực trượt tuyết Ski Welt.
Ellmau là vùng nông thôn trên núi đẹp như tranh vẽ rất nổi tiếng vì sự gần gũi với núi Wilder Kaiser và những ngọn đồi cây cối rậm rạp và phủ cỏ dốc về phía Nam. Ngôi làng này là một nơi nghỉ dưỡng rất phổ biến cả trong mùa đông nghỉ mát và mùa hè. Vào mùa đông nhiều môn thể thao mùa đông là có thể chơi trên các đường trượt tuyết, vào mùa hè, khu vực này là lý tưởng cho môn thể thao đi bộ, đi xe đạp leo núi và leo núi.